# Asarums socken
Asarums socken i Blekinge ingick i Bräkne härad, uppgick 1967 i Karlshamns stad och området ingår sedan 1971 i Karlshamns kommun och motsvarar från 2016 Asarums distrikt i Blekinge län.
Socknens areal är 117,7 kvadratkilometer, varav land 111,6. År 2000 fanns här 10 681 invånare. Tätorterna Torarp och Svängsta med Svängsta kyrka samt en del av Karlshamn med kyrkbyn Asarum och sockenkyrkan Asarums kyrka ligger i denna socken.

## Administrativ historik
Socknen har medeltida ursprung med en kyrka från 1100/1200-talet.
Karlshamns stad och församling bröts ut ur socknen 1664. Vid kommunreformen 1862 övergick socknens ansvar för de kyrkliga frågorna till Asarums församling och för de borgerliga frågorna till Asarums landskommun. 1881 bröts Ringamåla landskommun ut ur landskommunen, följt av utbrytning av Ringamåla församling ur församlingen 1883. Landskommunen inkorporerade 1952 Ringamåla landskommun och uppgick 1967 i Karlshamns stad som 1971 ombildades till Karlshamns kommun. Församlingen uppgick 2021 i Asarum-Ringamåla församling.
1 januari 2016 inrättades distriktet Asarum, med samma omfattning som församlingen hade 1999/2000.  
Socknen har tillhört fögderier, tingslag och domsagor enligt vad som beskrivs i artikeln Bräkne härad.
Socken indelades fram till 1901 i 94 båtsmanshåll, vars båtsmän tillhörde Blekinges 5:e (3:e före 1845) båtsmanskompani.

## Geografi
Asarums socken ligger väster och norr om Karlshamn utmed nedre Mieån. Socknens norra del består av kuperarad skogstrakt, mot kusten finns mer odlade bygder.

Byar, gårdar och torp enligt kyrkoböckerna: Tostarp, Torarp, Rå, Asarum (med Gustavsborg), Frostentorp, Strömma, Stampen, Nyemölla, Storamölla, Ingärdahej, Duveryd, Horsaryd, Drösebo, Gunnarsö/Gunnön, Stilleryd, Skaftaholmen, Björkholmen, Askeskärv, Munkahus, N. Sternö, S. Sternö, N Bryggan, Tubbaryd, Hunnemara, Dala, Sandvik, Tokaryd, Dalansö, Froarp, Tararp, Nötabråne, Långasjönäs, Elsebråne, Elsebrånemåla, Björnamåla, S. Hoka, Bengtshoka, Pernilshoka, Jeppshoka, N. Hoka, Elmta Askaremåla, Grimsmåla, Ire, Ljungsjömåla, Loberget, Hjularemåla, Dannemark, Påkamåla, Ringamåla, Gyngamåla, Svansjömåla, Långeboda, Humlemåla, Tranemåla, Aborremåla, Hovmansbygd, Letesmåla, Slänsmåla, Öjamåla, Härnäs, Kullemåla, Högaböke, Rumpeboda/Ekeryd, Bengtsboda, Ysnamåla, Pieboda, Knaggelid, Susekull, Jordgöl, Ämneboda, Bökemåla, Ebbarp, Trolleboda/Ryedal, Hundsjömåla, Marieberg, Bökestugan, Möllegården, Åkarp, Boarp, Kråkekull, Öjavad, Hjortabråne, Danstorp, Gungvala, Nybygget.

## Fornlämningar
Stenåldersboplatser finns vid Körmöllegården och Sandvik samt hällkista vid Torarp, Hjupegården. Gravrösen finns bland annat väster om kyrkan och järnåldersgravar, enstaka och i grupper, finns omkring kyrkan och i Asarum. Domarringar finnas norr om kyrkan och i närheten av en offerkälla. Två fornborgar finns också. Bronslur från bronsåldern har hittats vid Froarp.

## Namnet
Namnet (1400-talet Aserwum), taget från kyrkbyn, innehåller as ’ås’, från ett höjdparti öster om kyrkan, och rum ’öppen plats’.

## Befolkningsutveckling
| Befolkningsutvecklingen i Asarums socken 1750–1990                                                      | Befolkningsutvecklingen i Asarums socken 1750–1990 | Befolkningsutvecklingen i Asarums socken 1750–1990 | Befolkningsutvecklingen i Asarums socken 1750–1990 | Befolkningsutvecklingen i Asarums socken 1750–1990 |
| --- | -------------------------------------------------- | -------------------------------------------------- | -------------------------------------------------- | -------------------------------------------------- |
| |                                                    |                                                    |                                                    |                                                    |
| År |                                                    |                                                    | Folkmängd                                          |                                                    |
| 1750 | 1750                                               |                                                    | 2 325                                              |                                                    |
| 1760 | 1760                                               |                                                    | 2 662                                              |                                                    |
| 1769 | 1769                                               |                                                    | 2 979                                              |                                                    |
| 1780 | 1780                                               |                                                    | 3 019                                              |                                                    |
| 1800 | 1800                                               |                                                    | 3 993                                              |                                                    |
| 1810 | 1810                                               |                                                    | 4 349                                              |                                                    |
| 1820 | 1820                                               |                                                    | 4 838                                              |                                                    |
| 1830 | 1830                                               |                                                    | 5 450                                              |                                                    |
| 1840 | 1840                                               |                                                    | 6 215                                              |                                                    |
| 1850 | 1850                                               |                                                    | 7 093                                              |                                                    |
| 1860 | 1860                                               |                                                    | 7 497                                              |                                                    |
| 1870 | 1870                                               |                                                    | 7 935                                              |                                                    |
| 1880 | 1880                                               |                                                    | 8 565                                              |                                                    |
| 1890 | 1890                                               |                                                    | 6 576                                              |                                                    |
| 1900 | 1900                                               |                                                    | 8 429                                              |                                                    |
| 1910 | 1910                                               |                                                    | 9 114                                              |                                                    |
| 1920 | 1920                                               |                                                    | 9 038                                              |                                                    |
| 1930 | 1930                                               |                                                    | 8 982                                              |                                                    |
| 1940 | 1940                                               |                                                    | 7 236                                              |                                                    |
| 1950 | 1950                                               |                                                    | 7 618                                              |                                                    |
| 1960 | 1960                                               |                                                    | 7 655                                              |                                                    |
| 1970 | 1970                                               |                                                    | 9 408                                              |                                                    |
| 1980 | 1980                                               |                                                    | 10 929                                             |                                                    |
| 1990 | 1990                                               |                                                    | 11 082                                             |                                                    |
| Anm: Källor: Umeå universitet - Tabellverket 1749-1859, Demografiska databasen, CEDAR, Umeå universitet |                                                    |                                                    |                                                    |                                                    |

### Fotnoter
1. 1 2 3  Svensk Uppslagsbok Asarums socken
2. 1 2  Harlén, Hans; Harlén Eivy (2003). Sverige från A till Ö: geografisk-historisk uppslagsbok. Stockholm: Kommentus. Libris 9337075. ISBN 91-7345-139-8
3. ↑  ”Församlingar”. Statistiska centralbyrån. https://www.scb.se/hitta-statistik/regional-statistik-och-kartor/regionala-indelningar/forsamlingar/. Läst 30 december 2022.
4. ↑  "Ostkanten" om Blekinge och Södra Möres båtsmän
5. 1 2  Sjögren, Otto (1932). Sverige geografisk beskrivning del 3 Blekinge, Kristianstads, Malmöhus och Hallands län samt staden Göteborg. Stockholm: Wahlström & Widstrand. Libris 9940
6. 1 2 3  Nationalencyklopedin
7. ↑  Fornlämningar, Statens historiska museum: Asarums socken
8. ↑  Fornminnesregistret, Riksantikvarieämbetet: Asarums socken Fornminnen i socknen erhålls på kartan genom att skriva in sockennamn (utan "socken") i "Ange geografiskt område"